# 小行星6261
小行星6261（6261 Chione）是一颗绕太阳运转的小行星，为火星轨道穿越小行星。该小行星于1976年11月30日发现。
小行星6261以希臘神話的人物喀伊奧涅命名。 

## 轨道参数
小行星6261的轨道半长轴为2.3581097 UA，离心率为0.348。